# Castelletto Uzzone
Castelletto Uzzone – miejscowość i gmina we Włoszech, w regionie Piemont, w prowincji Cuneo.
Według danych na rok 2004 gminę zamieszkiwały 374 osoby, 24,9 os./km².